# Oreochromis mossambicus
Oreochromis mossambicus е вид лъчеперка от семейство Цихлиди (Cichlidae). Видът е почти застрашен от изчезване.

## Разпространение
Разпространен е в Замбия, Зимбабве, Малави, Мозамбик, Свазиленд и Южна Африка (Източен Кейп и Квазулу-Натал).